# Xavi
Xavi, właśc. Xavier Hernández Creus (wym. [ˈʃaβi], [ˈʃaβier erˈnandes ˈkrɛws]; ur. 25 stycznia 1980 w Terrassie) – hiszpański trener i piłkarz który grał na pozycji pomocnika. Mistrz Świata 2010 i dwukrotny Mistrz Europy 2008, 2012. W latach 1998–2015 zawodnik FC Barcelony z którą czterokrotnie triumfował w Lidze Mistrzów w sezonach 2005/2006, 2008/2009, 2010/2011 i 2014/2015, a w latach 2015–2019 klubu Al Sadd, którego trenerem został po zakończeniu kariery piłkarskiej. W latach 2021–2024 trener FC Barcelony.

## Kariera klubowa

### FC Barcelona
Xavi urodził się w Terrasie w Katalonii. Swoją karierę piłkarską rozpoczął w wieku 11 lat w drużynie juniorów klubu FC Barcelona. W sezonie 1997/1998 został włączony do drużyny rezerw –FC Barcelony B. W tym sezonie wraz z drużyną awansował do Segunda División, hiszpańskiej drugiej ligi.
Gdy Xavi wrócił z Mistrzostw Świata U-18, ówczesny trener FC Barcelony, Louis Van Gaal zaczął go regularnie wystawiać w pierwszym zespole. W pierwszej drużynie zadebiutował 18 sierpnia 1998 w meczu o Superpuchar Hiszpanii przeciwko RCD Mallorca, strzelając także bramkę. W następnych rozgrywkach stał się pierwszym rozgrywającym drużyny przez większą część sezonu, zastępując kontuzjowanego Josepa Guardiolę. Kiedy Guardiola odszedł, władze klubu uznały, że nie ma potrzeby sprowadzać nowego zawodnika i na pozycji środkowego pomocnika wystawiany był Xavi.
W sezonie 2005/2006 świętował ze swoim zespołem zdobycie tytułu Mistrza Hiszpanii, a także zwycięstwo w Lidze Mistrzów UEFA. W sezonie 2008/09 Xavi wygrał z Barceloną w rozgrywkach La Liga, Pucharu Króla i w Lidze Mistrzów. W sezonie 2009/10 zdobył z klubem Superpuchar Hiszpanii, Superpuchar Europy i Klubowe Mistrzostwo Świata. W sezonie 2010/11 ponownie zwyciężył z klubem w La Liga i Lidze Mistrzów.
25 kwietnia 2015 rozegrał swój pięćsetny mecz w La Liga, zmieniając Andrésa Iniestę w 88. minucie derbów Barcelony z RCD Espanyol.

### Al Sadd
21 maja 2015 roku Xavi oficjalnie potwierdził, że po sezonie 2014/15 przeniesie się do katarskiego klubu Al Sadd. Zadebiutował nowym klubie w rozegranym 13 września 2015 meczu przeciwko Al-Mesaimeer SC. W barwach tego klubu rozegrał 98 meczów, a także strzelił 24 gole. W 2017 roku zdobył Puchar Kataru, Puchar Emira i Superpuchar Kataru, 2 lata później został mistrzem Kataru. 2 maja 2019 roku Xavi ogłosił zakończenie kariery piłkarskiej.

## Kariera reprezentacyjna
Xavi w reprezentacji Hiszpanii zadebiutował 15 listopada 2000. Jako jej zawodnik rozegrał na Mistrzostwach Świata w 2002 roku 3 mecze. W 2008 roku Hiszpania zdobyła mistrzostwo Europy, a Xavi został uznany przez UEFA za najlepszego piłkarza turnieju. W 2010 roku w zdobył z reprezentacją Hiszpanii mistrzostwo Świata.
W 2012 roku Xavi wraz z reprezentacją Hiszpanii zdobył Mistrzostwo Europy. Hiszpanie pokonali w finale reprezentację Włoch 4:0, Xavi asystował przy bramkach Jordiego Alby (2:0) i Fernando Torresa (3:0).
Po Mistrzostwach Świata w 2014 postanowił zakończyć reprezentacyjną karierę.

## Kariera trenerska

### Al Sadd
29 maja 2019 Xavi został trenerem drużyny, której do 2 maja tego samego roku był zawodnikiem – Al Sadd. W 2019 roku doprowadził swoją drużynę do półfinału Azjatyckiej Ligi Mistrzów. Z drużyną zdobył 7 trofeów – został: mistrzem Kataru (w sezonie 2020/2021), zdobywcą Pucharu Emira Kataru (w sezonach 2019/2020 i 2020/2021), Pucharu Księcia Kataru (w sezonach 2019/2020 i 2020/2021), Pucharu Szejka Jassema (w sezonie 2019/2020), a także Pucharu Gwiazd Kataru (w sezonie 2019/2020). Spośród 102 meczów, które Al Sadd rozegrało pod wodzą Xaviego, 67 zostały wygrane.

### FC Barcelona
6 listopada 2021 FC Barcelona poinformowała, że Xavi zostanie jej nowym trenerem, zastępując zwolnionego Ronalda Koemana. Xavi podpisał tego dnia kontrakt z Barçą do końca sezonu 2023/2024. 8 listopada 2021 odbyła się jego prezentacja jako nowego trenera na Camp Nou. Po swoje pierwsze trofeum w roli trenera FC Barcelony sięgnął w styczniu 2023, gdy prowadzona przez niego drużyna pokonała w finale Superpucharu Hiszpanii Real Madryt 3:1. W tym samym sezonie zdobył z Blaugraną Mistrzostwo Hiszpanii. 27 stycznia 2024, po porażce 3:5 w meczu ligowym z Villarreal CF ogłosił odejście z FC Barcelony z dniem 30 czerwca 2024, jednak 25 kwietnia 2024 publicznie wycofał się z tej decyzji. 
24 maja 2024 został oficjalnie zwolniony z funkcji trenera FC Barcelony.

## Statystyki piłkarskie

### Klubowe
| Klub               | Sezon              | Liga               | Liga  | Liga   | Puchar kraju | Puchar kraju | Kontynentalne | Kontynentalne | Inne  | Inne   | Suma  | Suma   |
| Klub               | Sezon              | Liga               | Mecze | Bramki | Mecze        | Bramki       | Mecze         | Bramki        | Mecze | Bramki | Mecze | Bramki |
| ------------------ | ------------------ | ------------------ | ----- | ------ | ------------ | ------------ | ------------- | ------------- | ----- | ------ | ----- | ------ |
| FC Barcelona B     | 1997/1998          | Segunda División B | 39    | 2      | –            | –            | –             | –             | –     | –      | 39    | 2      |
| FC Barcelona B     | 1998/1999          | Segunda División   | 18    | 0      | –            | –            | –             | –             | –     | –      | 18    | 0      |
| FC Barcelona B     | 1999/2000          | Segunda División B | 4     | 1      | –            | –            | –             | –             | –     | –      | 4     | 1      |
| FC Barcelona B     | Ogólnie            | Ogólnie            | 61    | 3      | 0            | 0            | 0             | 0             | 0     | 0      | 61    | 3      |
| FC Barcelona       | 1998/1999          | Primera División   | 17    | 1      | 2            | 0            | 6             | 0             | 1     | 1      | 26    | 2      |
| FC Barcelona       | 1999/2000          | Primera División   | 24    | 0      | 4            | 1            | 10            | 1             | 0     | 0      | 38    | 2      |
| FC Barcelona       | 2000/2001          | Primera División   | 20    | 2      | 7            | 0            | 9             | 0             | –     | –      | 36    | 2      |
| FC Barcelona       | 2001/2002          | Primera División   | 35    | 4      | 1            | 0            | 16            | 0             | –     | –      | 52    | 4      |
| FC Barcelona       | 2002/2003          | Primera División   | 29    | 2      | 1            | 0            | 14            | 1             | –     | –      | 44    | 3      |
| FC Barcelona       | 2003/2004          | Primera División   | 36    | 4      | 6            | 0            | 7             | 1             | –     | –      | 49    | 5      |
| FC Barcelona       | 2004/2005          | Primera División   | 36    | 3      | 1            | 0            | 8             | 0             | –     | –      | 45    | 3      |
| FC Barcelona       | 2005/2006          | Primera División   | 16    | 0      | 0            | 0            | 4             | 0             | 2     | 0      | 22    | 0      |
| FC Barcelona       | 2006/2007          | Primera División   | 35    | 3      | 7            | 2            | 7             | 0             | 5     | 1      | 54    | 6      |
| FC Barcelona       | 2007/2008          | Primera División   | 35    | 7      | 7            | 1            | 12            | 1             | –     | –      | 54    | 9      |
| FC Barcelona       | 2008/2009          | Primera División   | 35    | 6      | 5            | 1            | 14            | 3             | –     | –      | 54    | 10     |
| FC Barcelona       | 2009/2010          | Primera División   | 34    | 3      | 3            | 2            | 11            | 1             | 5     | 1      | 53    | 7      |
| FC Barcelona       | 2010/2011          | Primera División   | 31    | 3      | 6            | 0            | 12            | 2             | 1     | 0      | 50    | 5      |
| FC Barcelona       | 2011/2012          | Primera División   | 31    | 10     | 7            | 2            | 9             | 1             | 4     | 1      | 51    | 14     |
| FC Barcelona       | 2012/2013          | Primera División   | 30    | 5      | 5            | 0            | 11            | 1             | 2     | 1      | 48    | 7      |
| FC Barcelona       | 2013/2014          | Primera División   | 30    | 3      | 5            | 0            | 10            | 1             | 2     | 0      | 47    | 4      |
| FC Barcelona       | 2014/2015          | Primera División   | 31    | 2      | 3            | 0            | 10            | 0             | –     | –      | 44    | 2      |
| FC Barcelona       | Ogólnie            | Ogólnie            | 505   | 58     | 70           | 9            | 170           | 13            | 22    | 5      | 767   | 85     |
| Al Sadd            | 2015/2016          | Qatar Stars League | 24    | 3      | 3            | 0            | 1             | 0             | 2     | 0      | 30    | 3      |
| Al Sadd            | 2016/2017          | Qatar Stars League | 26    | 10     | 3            | 0            | 1             | 0             | 2     | 0      | 32    | 10     |
| Al Sadd            | 2017/2018          | Qatar Stars League | 18    | 6      | 0            | 0            | 7             | 1             | 3     | 0      | 28    | 7      |
| Al Sadd            | 2018/2019          | Qatar Stars League | 14    | 2      | 3            | 0            | 8             | 3             | 0     | 0      | 25    | 5      |
| Al Sadd            | Ogólnie            | Ogólnie            | 82    | 21     | 9            | 0            | 17            | 4             | 7     | 0      | 115   | 25     |
| Ogólnie w karierze | Ogólnie w karierze | Ogólnie w karierze | 648   | 82     | 79           | 9            | 187           | 17            | 29    | 5      | 943   | 113    |

Źródło: Xavi, [w:] baza Transfermarkt (zawodnicy–podsumowanie występów) [dostęp 2019-07-27].

### Reprezentacyjne
| Reprezentacja | Rok     | Mecze | Bramki |
| ------------- | ------- | ----- | ------ |
| Hiszpania     |         |       |        |
| 2000          | 1       | 0     |        |
| 2001          | 1       | 0     |        |
| 2002          | 9       | 0     |        |
| 2003          | 5       | 0     |        |
| 2004          | 6       | 0     |        |
| 2005          | 11      | 1     |        |
| 2006          | 10      | 2     |        |
| 2007          | 11      | 3     |        |
| 2008          | 15      | 3     |        |
| 2009          | 14      | 0     |        |
| 2010          | 15      | 0     |        |
| 2011          | 9       | 2     |        |
| 2012          | 12      | 1     |        |
| 2013          | 11      | 1     |        |
| 2014          | 3       | 0     |        |
| Ogólnie       | Ogólnie | 133   | 13     |

| Gole w reprezentacji | Gole w reprezentacji | Gole w reprezentacji                                | Gole w reprezentacji | Gole w reprezentacji | Gole w reprezentacji | Gole w reprezentacji                                |
| Hiszpania            | Hiszpania            | Hiszpania                                           | Hiszpania            | Hiszpania            | Hiszpania            | Hiszpania                                           |
| Lp.                  | Data                 | Miasto                                              | Przeciwnik           | Gol                  | Wynik                | Rozgrywki                                           |
| -------------------- | -------------------- | --------------------------------------------------- | -------------------- | -------------------- | -------------------- | --------------------------------------------------- |
| 1.                   | 26 marca 2005        | Estadio El Helmántico, Salamanca, Hiszpania         | Chiny                | 2–0                  | 3–0                  | Mecz towarzyski                                     |
| 2.                   | 6 września 2006      | Windsor Park, Belfast, Irlandia Północna            | Irlandia Północna    | 0–1                  | 3–2                  | Mistrzostwa Europy w Piłce Nożnej 2008 (eliminacje) |
| 3.                   | 11 października 2006 | Nueva Condomina, Murcia, Hiszpania                  | Argentyna            | 1–0                  | 2–1                  | Mecz towarzyski                                     |
| 4.                   | 2 czerwca 2007       | Stadion Skonto, Ryga, Łotwa                         | Łotwa                | 0–2                  | 0–2                  | Mistrzostwa Europy w Piłce Nożnej 2008 (eliminacje) |
| 5.                   | 12 września 2007     | Estadio Carlos Tartiere, Oviedo, Hiszpania          | Łotwa                | 1–0                  | 2–0                  | Mistrzostwa Europy w Piłce Nożnej 2008 (eliminacje) |
| 6.                   | 21 listopada 2007    | Estadio Gran Canaria, Las Palmas, Hiszpania         | Irlandia Północna    | 1–0                  | 1–0                  | Mistrzostwa Europy w Piłce Nożnej 2008 (eliminacje) |
| 7.                   | 4 czerwca 2008       | Estadio El Sardinero, Santander, Hiszpania          | Stany Zjednoczone    | 1–0                  | 1–0                  | Mecz towarzyski                                     |
| 8.                   | 26 czerwca 2008      | Ernst-Happel-Stadion, Wiedeń, Austria               | Rosja                | 0–1                  | 0–3                  | Mistrzostwa Europy w Piłce Nożnej 2008              |
| 9.                   | 20 sierpnia 2008     | Parken Stadium, Kopenhaga, Dania                    | Dania                | 0–2                  | 0–3                  | Mecz towarzyski                                     |
| 10.                  | 29 marca 2011        | Stadion im. S. Dariusa i S. Girėnasa, Kowno, Litwa  | Litwa                | 0–1                  | 1–3                  | Mistrzostwa Europy w Piłce Nożnej 2012 (eliminacje) |
| 11.                  | 6 września 2011      | Estadio Las Gaunas, Logroño, Hiszpania              | Liechtenstein        | 3–0                  | 6–0                  | Mistrzostwa Europy w Piłce Nożnej 2012 (eliminacje) |
| 12.                  | 7 września 2012      | Estadio Municipal de Pasarón, Pontevedra, Hiszpania | Arabia Saudyjska     | 3–0                  | 5–0                  | Mecz towarzyski                                     |
| 13.                  | 11 października 2013 | Iberostar Estadio, Palma, Hiszpania                 | Białoruś             | 1–0                  | 2–1                  | Mistrzostwa Świata w Piłce Nożnej 2014 (eliminacje) |

Źródło: Xavi, [w:] baza Transfermarkt (zawodnicy–kadra) [dostęp 2019-07-27].

## Statystyki trenerskie
(aktualne na 29 kwietnia 2023)
| Zespół       | Od               | Do               | Statystyka | Statystyka | Statystyka | Statystyka | Statystyka |
| Zespół       | Od               | Do               | M          | W          | R          | P          | % W        |
| ------------ | ---------------- | ---------------- | ---------- | ---------- | ---------- | ---------- | ---------- |
| Al Sadd      | 28 maja 2019     | 6 listopada 2021 | 102        | 67         | 17         | 18         | 65,69      |
| FC Barcelona | 6 listopada 2021 | 24 maja 2024     | 90         | 58         | 16         | 16         | 64,44      |
| Łącznie      | Łącznie          | Łącznie          | 192        | 125        | 33         | 34         | 65,10      |

## Sukcesy

### Jako piłkarz
FC Barcelona
- Mistrzostwo Hiszpanii: 1998/1999, 2004/2005, 2005/2006, 2008/2009, 2009/2010, 2010/2011, 2012/2013, 2014/2015
- Puchar Króla: 2008/2009, 2011/2012, 2014/2015
- Superpuchar Hiszpanii: 2005, 2006, 2009, 2010, 2011, 2013
- Liga Mistrzów UEFA: 2005/2006, 2008/2009, 2010/2011, 2014/2015
- Superpuchar Europy: 2009, 2011
- Klubowe Mistrzostwo Świata: 2009, 2011

Al Sadd
- Mistrzostwo Kataru: 2018/2019
- Puchar Emira: 2017
- Puchar Kataru: 2017
- Superpuchar Kataru: 2017

Reprezentacyjne
- Mistrzostwo świata: 2010
- Mistrzostwo Europy: 2008, 2012
- Finał Pucharu Konfederacji: 2013
- 3. miejsce w Pucharze Konfederacji: 2009
- Wicemistrzostwo olimpijskie: 2000
- Mistrzostwo Świata U-20: 1999

### Jako trener
Al Sadd
- Mistrzostwo Kataru: 2020/2021
- Puchar Emira: 2019/2020, 2020/2021
- Superpuchar Kataru: 2019
- Puchar Kataru: 2020

FC Barcelona
- Superpuchar Hiszpanii: 2022/2023
- Mistrzostwo Hiszpanii: 2022/2023

### Indywidualne
- Król asyst Primera División: 2008/2009, 2009/2010
- Król asyst Liga Mistrzów: 2008/2009

### Wyróżnienia
- Najlepszy zawodnik Mistrzostw Europy: 2008
- Najlepszy pomocnik Ligi Mistrzów: 2008/09
- Najlepszy piłkarz świata według World Soccer: 2010
- Najlepszy piłkarz świata według ESPN: 2010
- Najlepszy rozgrywający według IFFHS: 2008, 2009, 2010, 2011
- Drużyna gwiazd Mistrzostw świata: 2010
- Najlepszy pomocnik roku w Primera División: 2009, 2010, 2011
- Drużyna turnieju Mistrzostw Europy: 2008, 2012
- Drużyna roku według FIFPro: 2008, 2009, 2010, 2011, 2012, 2013
- Drużyna roku według ESM: 2008/2009, 2010/2011, 2011/2012
- Drużyna Roku UEFA: 2008, 2009, 2010, 2011, 2012
- Drużyna dekady według Don Balón: 2010
- Srebrna Piłka Klubowych Mistrzostw Świata: 2011
- Brązowa Piłka Klubowych Mistrzostw Świata: 2009
- Drużyna wszech czasów France Football: 2020

## Życie prywatne
Ma troje rodzeństwa: dwóch braci – Alexa i Oscara oraz siostrę Ariadnę. 13 lipca 2013 poślubił Nurię Cunillerę. Ceremonia odbyła się w Ogrodzie Botanicznym Marimurtra, wzięli w niej udział inni piłkarze FC Barcelony, m.in. Lionel Messi, Victor Valdes, Cesc Fàbregas, Andres Iniesta i Jordi Alba. 3 stycznia 2016 Nuria Cunillera w Dosze urodziła ich córkę Asię, a w listopadzie 2018 roku w tym samym mieście syna o imieniu Dan.